# منطقه اقتصادی خاور دور

Far Eastern economic region on the map of Russia

منطقه اقتصادی شرق دور (روسی: Дальневосто́чный экономи́ческий райо́н) یکی از دوازده منطقه اقتصادی روسیه است.